# Fritz Neumark
Fritz Neumark (* 20. Juli 1900 in Hannover; † 9. März 1991 in Baden-Baden) war ein deutscher Finanzwissenschaftler. Er wirkte bis zu seiner Emeritierung als ordentlicher Professor für Nationalökonomie in Frankfurt am Main.

## Leben und Wirken
Der Sohn eines hannoverschen Kaufmanns besuchte das Realgymnasium (heute:Tellkampfschule) in Hannover und legte im Juni 1918 das Notabitur ab. Kurz danach wurde er noch zum Kriegsdienst eingezogen. 1919 begann er ein Studium der Staatswissenschaften an der Universität Hamburg, der Universität München und schließlich der Universität Jena. Dort wurde er 1921 mit einer Arbeit über Begriff und Wesen der Inflation zum Dr. rer. pol. promoviert. Von 1923 bis 1925 war er Referent im Reichsfinanzministerium und wechselte anschließend als Assistent zu Wilhelm Gerloff an die Universität Frankfurt am Main. Dort habilitierte er sich 1927 (Thema der Habilitationsschrift: Der Reichshaushalt) und wurde 1931 zum nichtbeamteten außerordentlichen Professor ernannt. Aufgrund des sogenannten Arierparagraphen im Gesetz zur Wiederherstellung des Berufsbeamtentums wurde ihm diese Position im März 1933 entzogen.
Nach seiner Entlassung emigrierte Neumark noch 1933 in die Türkei. Neben anderen namhaften Emigranten wie Alexander Rüstow oder Ernst Reuter wurde er Professor an der Universität Istanbul. Über diese Zeit berichtete er 1980 in seinem Buch Zuflucht am Bosporus. 1952 kehrte er als Professor an die Universität in Frankfurt am Main zurück und war von 1954 bis 1955 und von 1961 bis 1962 deren Rektor. Neumark war Gastprofessor an der Universität Basel (1954/55) und an der Columbia University in New York (1962/63).
Seine wissenschaftliche Bedeutung liegt in seiner Mitwirkung an der Modernisierung der Finanzwissenschaft als Instrument wirtschaftspolitischer Globalsteuerung (Fiscal Policy, Keynesianismus). Neumark befasste sich insbesondere mit der Steuergerechtigkeit und den Besteuerungsgrundsätzen. So plädierte er in der Debatte um eine Quellensteuer für Zinseinkünfte, die in den Anfängen der sozialliberalen Koalition heftig diskutiert wurde, aus Gerechtigkeitsgründen dafür, alle Kapitaleinkünfte der Steuer zu unterwerfen. Er gilt zudem als einer der Väter des Stabilitätsgesetzes von 1967. In den 1970er Jahren gehörte er zu denen, die eine steigende Staatsverschuldung als unbedenklich ansahen.

## Ehrungen
Neumark wurde zum Ehrendoktor der Universitäten Frankfurt am Main, der Freien Universität Berlin, der Universität Göttingen, der Universität Paris (Sorbonne) und der Universität Istanbul ernannt.
Ein Weg auf dem Campus Westend wurde nach ihm benannt.

## Schriften (Auswahl)
- Begriff und Wesen der Inflation. Fischer, Jena 1922 (zugleich Dissertationsschrift).
- Der Reichshaushaltplan. Ein Beitrag zur Lehre vom öffentlichen Haushalt. Fischer, Jena 1929 (zugleich Habilitationsschrift).
- Neue Ideologien der Wirtschaftspolitik. Deuticke, Leipzig 1936.
- Theorie und Praxis der modernen Einkommensbesteuerung. Francke, Bern 1947.
- Genel ekonomi teorisi. Ismail Akgün Matbaası, Istanbul 1948.
- Wirtschafts- und Finanzprobleme des Interventionsstaates. Mohr, Tübingen 1961.
- Grundsätze gerechter und ökonomisch rationaler Steuerpolitik. Mohr (Siebeck), Tübingen 1970.
- Inflationsprobleme – Alt und Neu. Vandenhoeck & Ruprecht, Göttingen (= Göttinger Universitätsreden. Heft 59).
- Zuflucht am Bosporus: deutsche Gelehrte, Politiker und Künstler in der Emigration 1933–1953. Knecht, Frankfurt am Main 1980.